# Ешленд (Массачусетс)
Ешленд (англ. Ashland) — місто (англ. town) в США, в окрузі Міддлсекс штату Массачусетс. Населення — 18 832 особи (2020).

## Демографія
Згідно з переписом 2010 року, у місті мешкали 16 593 особи в 6385 домогосподарствах у складі 4531 родини. Було 6609 помешкань
Расовий склад населення:
| - 84,2 % — білих - 8,8 % — азіатів - 2,4 % — чорних або афроамериканців - 0,1 % — корінних американців - 2,6 % — осіб інших рас |

До двох чи більше рас належало 1,9 %. Частка іспаномовних становила 4,5 % від усіх жителів.
За віковим діапазоном населення розподілялося таким чином: 24,9 % — особи молодші 18 років, 64,2 % — особи у віці 18—64 років, 10,9 % — особи у віці 65 років та старші. Медіана віку мешканця становила 40,1 року. На 100 осіб жіночої статі у місті припадало 94,6 чоловіків;  на 100 жінок у віці від 18 років та старших — 92,0 чоловіків також старших 18 років.
Середній дохід на одне домашнє господарство  становив 136 132 долари США (медіана — 120 309), а середній дохід на одну сім'ю — 158 319 доларів (медіана — 142 774). Медіана доходів становила 98 663 долари для чоловіків та 71 579 доларів для жінок. За межею бідності перебувало 3,2 % осіб, у тому числі 2,8 % дітей у віці до 18 років та 5,0 % осіб у віці 65 років та старших.
Цивільне працевлаштоване населення становило 10 038 осіб. Основні галузі зайнятості: освіта, охорона здоров'я та соціальна допомога — 23,4 %, науковці, спеціалісти, менеджери — 19,3 %, роздрібна торгівля — 12,3 %, виробництво — 10,4 %.